# Francisco Castelló y Aleu
Beato Francisco de Paula Castelló y Aléu (Alicante, 14 de abril de 1914 - Lérida, 29 de setembro de 1936) foi um engenheiro católico espanhol. Estudou engenharia na Universidade de Barcelona e foi um dos fundadores da Ação Católica em sua cidade. Beatificado em 2001 pelo papa João Paulo II.
Foi vítima da repressão religiosa durante a Guerra Civil espanhola, junto a oito colegas seus, foi torturado, e transladado com eles ao Cárcere de Lérida, onde permaneceu preso. Em sua cela, escreveu cartas de despedida a sua família e a sua futura esposa, María Pelegrí.
Morreu fuzilado em Lérida, em 1936, à idade de 22 anos, e foi beatificado em 2001, seus restos jazem na fossa comum do cemitério de Lérida.